# Hilmahuis
Hilmahuis is een gehucht in de gemeente Westerkwartier in de provincie Groningen. Het ligt net boven het van Starkenborghkanaal, ten noorden van Lutjegast aan de gelijknamige Hilmahuisterweg, die verloopt van het gehucht Dorp aan het kanaal tot aan de weg tussen Visvliet en Eibersburen. Het bestaat uit twee boerderijen, waarvan de oostelijke Hilmahuis wordt genoemd.

## Geschiedenis
Het gehucht is genoemd naar het Hilmahuis (van mansnaam Hille, geslachtsnaam Hilma of Hillema), dat het oudst bekende voorwerk was van het Cisterciënzerklooster Jeruzalem in Gerkesklooster. Dit voorwerk werd waarschijnlijk aangelegd in verband met de bedijkingen in dit gebied door de monniken van het klooster. De bron hiervoor is een oorkonde uit 1320 waarin de abt van Jeruzalem spreekt over een grensregeling met de eigengeërfden van Langewold over 'nieuw land' waarbij ook Hilamahusum wordt genoemd, maar waarin echter niet van bedijkingen wordt gesproken; dit is een aanname omdat de abt zich ermee bemoeide. Of de dijk werkelijk rond 1320 is gelegd is dus onbekend. Met de dijk werd in elk geval de Hilmahuistermolenpolder bedijkt.
In 1459 is er sprake van twee boerderijen, namelijk het voorwerk Hillemahuis en de boerderij Hinkemahuis, waar zich een kapel zou hebben. De laatste komt later niet meer voor. In die tijd vormde Hilmahuis onderdeel van een van de vier kluften van Lutjegast, namelijk Westerkluft of Hofhorne, waarbij de naam Hofhorne naar het hof Hilmahuis zou verwijzen. Omdat het voorwerk tot het bezit van Gerkesklooster behoorde, werd het na de Opstand door de provincie Friesland in beslag genoemen. Die verkocht de kloostergoederen die in Groningen later aan de provincie Stad en Lande.. De goederen werden later aangekocht door de familie Hoendricks, een geslacht van grootgrondbezitters. Daarna is de boerderij meermalen van eigenaar verwisseld.

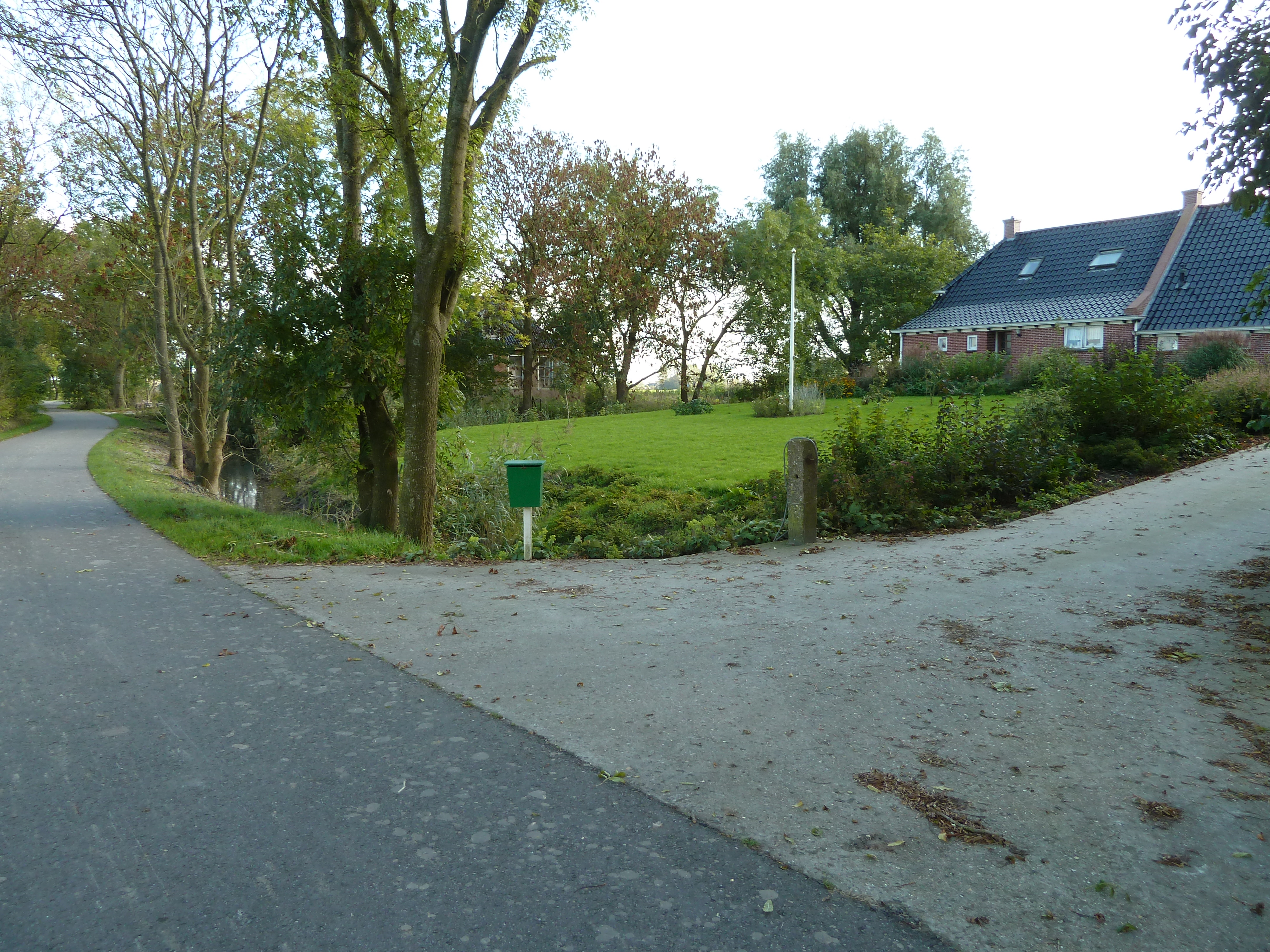
Gezicht op een deel van beide boerderijen, deels verstopt achter het groen